# Хуан До
Хуан До або Джованні До (ісп. Juan Dò 1604, Хатіва (біля Валенсії), Іспанія — 1656, іспанське віце-королівство Неаполь) — неаполітанський художник першої половини XVII ст., іспанець за походженням. В Італії відомий як Джованні До. Художника ідентифікують із «Майстром благовістя пастухам».

## Життєпис
Належить до призабутих майстрів. Канву його біографії відновлювали Джузеппе Де Віто, Андреа Г. Донаті.
Народився в місті Хатіва біля Валенсії. Точної дати народження невідомо. Її відраховують умовно від 1626 року, коли художнику було не менше 22 років. Тобто, рік його народження позначають від 1601 до 1604-го. П'ять років опановував художню майстерність під керівництвом художника Хасінто Родрігеса Еспіноса.
До 1626 року перебрався у Неаполітанське віце-королівство, що належало тоді Іспанській імперії. Відомо, що 1626 року молодий художник уже брав шлюб в Неаполі з Грацією Роза, сестрою художника Джованні Франческо де Роза (або Pacecco de Rosa 1607—1656). Свідками були художники Хосе де Рібера (1591—1652), Філіппо Вітале (близько 1585—1650), Джованні Баттіста Караччоло (1578—1635), що доводить про прийняття нареченого в коло неаполітанських художників, котрі були послідовниками художньої манери Караваджо.
Працював в майстерні свого земляка Хосе де Рібера, спочатку як помічник, згодом як колега та самостійний майстер. Тобто, частка творів Хосе де Рібера виконана з допомогою Хуана До, особливо серія зображень давньогрецьких філософів. Декілька творів самого Хуана До надзвичайно близькі до колористики Хосе де Рібера.
За припущеннями художник Хуан До помер, як і його родина, у 1656 році під час епідемії чуми в Неаполі.
Життєпис Хуана До лише на початку XVIII століття створив неаполітанський історіограф Бернардо де Домінічі (1683—1759), тобто цей життєпис не відрізнявся повнотою чи точністю.

## Вибрані твори
- «Поклоніння волхвів» (різні варіанти)
- «Святий Єронім із черепом»
- «Блага вість пастухам» (різні варіанти)
- «Коронування Христа терновим вінцем»
- «Мучеництво Святої Агнеси»
- «Мучеництво Святого Лаврентія»
- «Апостол Вартоломей»
- «Солдати за грою в карти» (різні варіанти)
- Серія « П'ять почуттів» («Зір», «Слух», «Смак», «Дотик», «Нюх»)

## Галерея вибраних творів

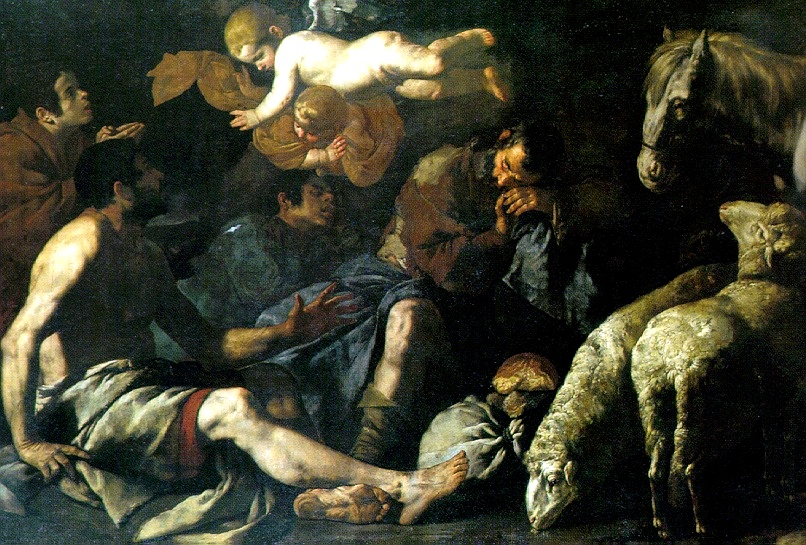
«Блага вість пастухам»
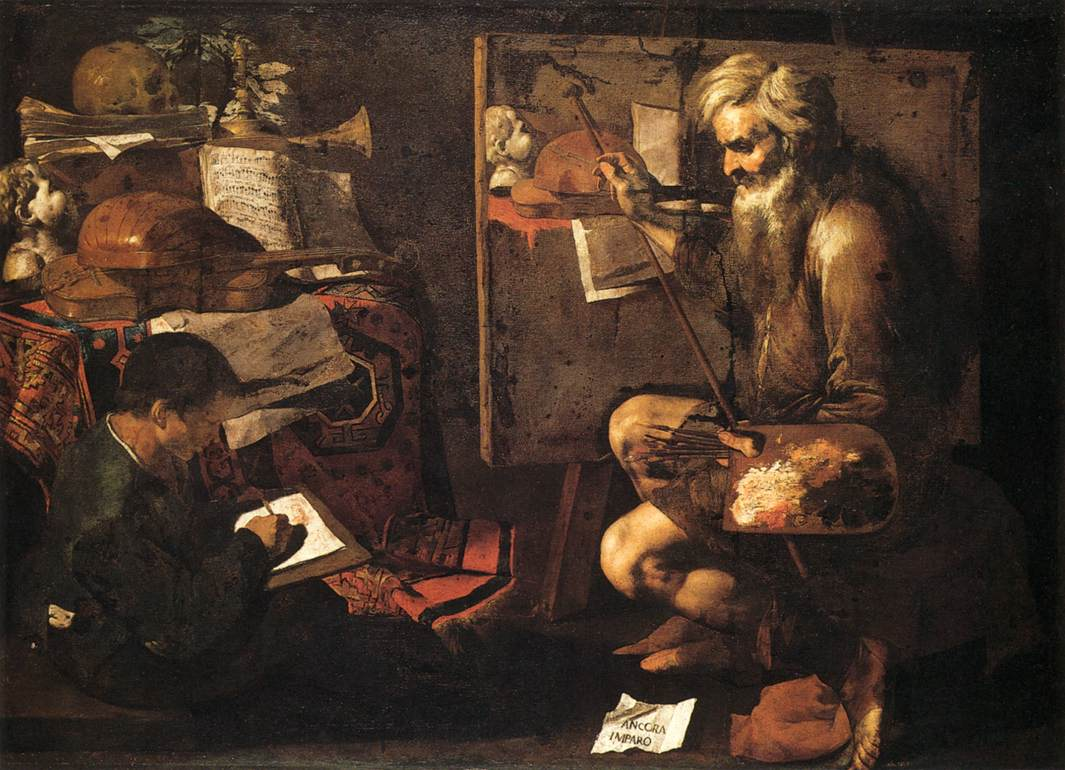
«Майстерня художника», приватна збірка
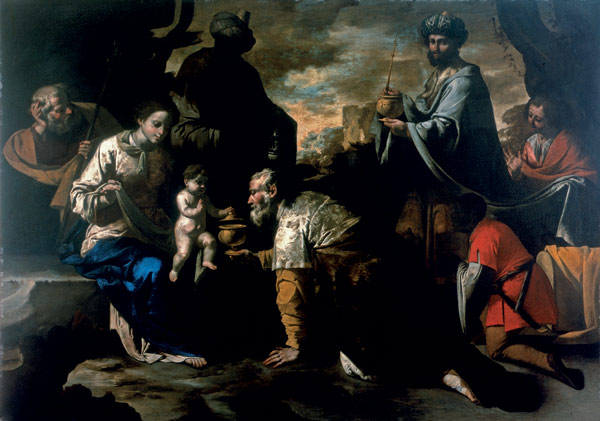
«Поклоніння волхвів»
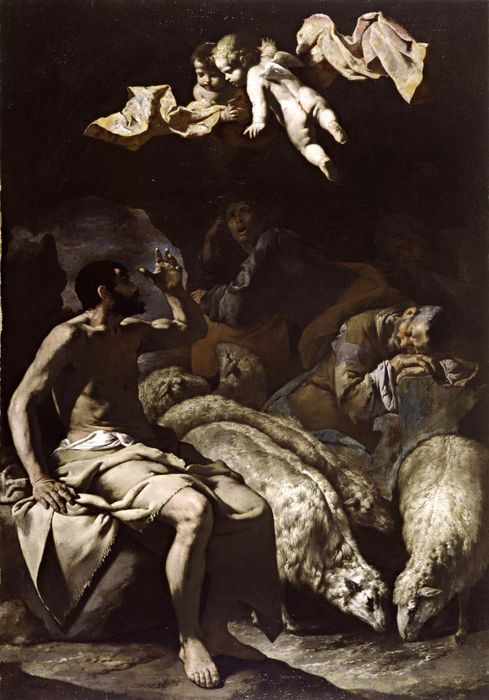
«Блага вість пастухам », Художній музей (Бірмінгем)
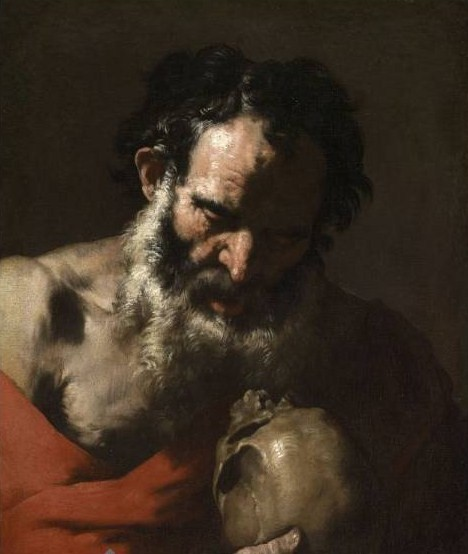
«Святий Єронім з черепом»